# Automeris andicola
Automeris andicola é uma espécie de mariposa do gênero Automeris, da família Saturniidae.
Sua ocorrência foi registrada no Equador e no Peru.